# Crazy Gulch
Crazy Gulch è un cortometraggio muto del 1911 diretto da Allan Dwan

## Produzione
Il film fu prodotto dalla Flying A (American Film Manufacturing Company).

## Distribuzione
Distribuito dalla Motion Picture Distributors and Sales Company, il film - un cortometraggio della lunghezza di 158,5 metri - uscì nelle sale cinematografiche USA il 4 maggio 1911. Nelle proiezioni, veniva programmato con il sistema dello split reel, accorpato in un'unica bobina con un altro cortometraggio prodotto dalla Flying A, la commedia The Hobo's Roundup.